# Georges Mathias
Georges Amédée Saint-Claire Mathias (ur. 14 października 1826 w Paryżu, zm. 14 października 1910 tamże) – francuski pianista i kompozytor.

## Życiorys
Studiował w Konserwatorium Paryskim, uczył się też prywatnie u Fryderyka Chopina i Friedricha Kalkbrennera. W latach 1862–1893 prowadził klasę fortepianu w Konserwatorium Paryskim. Kawaler Legii Honorowej (1872). Do jego uczniów należeli m.in. Teresa Carreño, Émile Decombes, Paul Dukas, Isidor Philipp, Raoul Pugno, Erik Satie i Ernest Schelling. Skomponował m.in. jedną symfonię, 2 uwertury koncertowe, 2 koncerty fortepianowe, 6 triów fortepianowych.